# Henri Claude

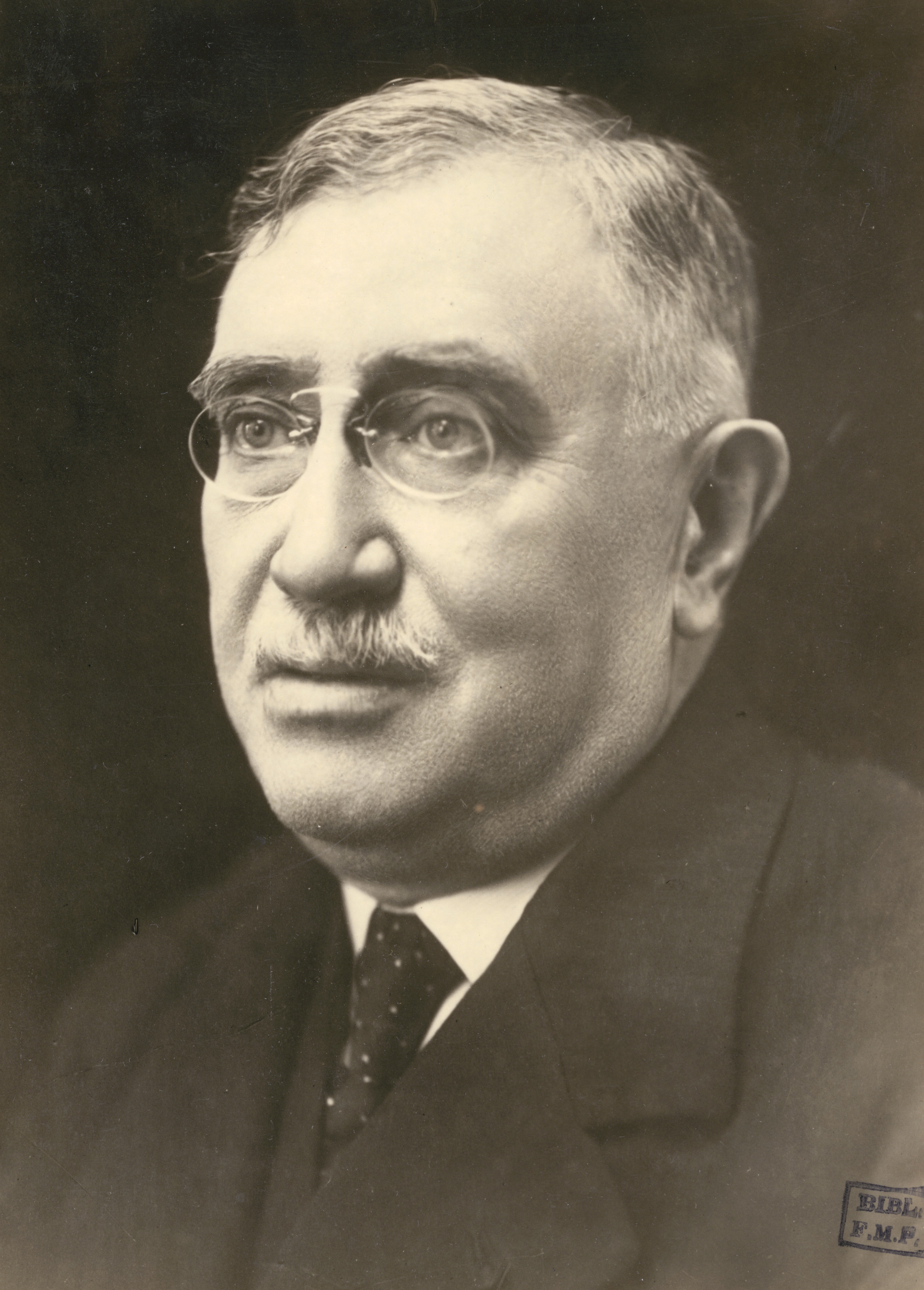
Henri Claude

Henri Charles Jules Claude, bisweilen auch Charles Jules Henri Claude (* 31. März 1869 in Paris; † 29. November 1945 Paris) war ein französischer Psychiater und Neurologe und ab 1922 bis 1939 als Direktor an der Psychiatrischen Klinik St. Anne in Paris tätig.

## Leben
Claude war ein Schüler von Fulgence Raymond (1844–1910) am historischen Hôpital de la Salpêtrière. Claude wurde zum Vertreter der 3. Generation der französischen dynamischen Psychiatrie seit ihrem Begründer Jean-Martin Charcot (1825–1893), da Raymond selbst ein Schüler Charcots war. Claude beauftragte René Laforgue, eine psychoanalytische Ambulanz an seiner Abteilung einzurichten. Dort waren u. a. auch Adrian Borel, Angélo Hesnard und Eugénie Sokolnicka tätig. Als Klinikchef verlangte er offenbar, dass Eugénie Sokolnicka durch ihren Schüler René Laforgue ersetzt wurde, der sich selbst einer Analyse bei ihr unterzogen hatte. Dies begründete Claude wohl damit, dass er nur Ärzte an seiner Abteilung wünschte.

## Leistungen
Henri Claude nimmt eine Schlüsselstellung in der Verbreitung der Psychoanalyse in Frankreich ein, da die Gründung der Société Psychanalytique de Paris (SPP) im Jahr 1926, mit der Freud persönlich zusammenarbeitete, durch Personen besetzt war, die an der Klinik St. Anne arbeiteten. Claude betrachtete sich als Vertreter des „kartesianischen Geistes“ der Psychoanalyse, was wohl besagt, dass er die Traditionen der französischen Psychiatrie zu berücksichtigen wusste. Er war offen für die Darstellungen von Adolf Schmiergeld, als dieser das Konzept der Abwehr-Neuropsychosen, den späteren Psychoneurosen, auf dem Kongress der Société de Neurologie am 4. Juli 1907 vortrug. Henri Ey hat die Form des Psychodynamismus von seinem Lehrer Claude übernommen. Claude beschäftigte sich mit der Schizophrenie und sah als Leitsymptom die „Dissoziation“ an. Diese Dissoziation ist als ein Bruch der seelischen Einheit zu verstehen, die u. a. im Zusammenwirken der affektiven, intellektuellen und psychomotorischen Funktionen zu sehen ist. Dieses Konzept der Schizophrenie zeigt deutlich, dass Claude der neurophysiologischen Sichtweise von psychischer Krankheit verbunden war, wie sie der Tradition der Schule von Montpellier eigen ist.
Der Name Claude ist in der medizinischen Literatur unter dem Claude-Loyez-Syndrom bekannt, auch einfach als Claude-Syndrom bezeichnet, das bei begrenzten Schädigungen des Nucleus ruber im Mittelhirn beobachtet wird und mit Lähmungen (des Oculomotorius und Hemiparesen) sowie Tremor einhergeht.
Weiter wird das Lähmungssyndrom der Schwurhand als Ausdruck einer Lähmung des Nervus medianus vor allem in Frankreich als „Claudesches Zeichen“ (Signe de Claude) benannt.
Die 1910 von Claude als „Hyperkinese“ beschriebene Reflexsteigerung in spastisch gelähmten Extremitäten wird in Frankreich ebenfalls als „Claudesches Zeichen“ (Signe de Claude) bezeichnet und gilt als prognostisch günstiges Zeichen, vgl. spastische Lähmung.

## Werke
- La méthode psychanalytique et la doctrine freudienne.
- Démence précoce et schizophrénie.